# Américo Ribeiro
Pour les articles homonymes, voir Ribeiro.
Américo Augusto Ribeiro (né le 1er janvier 1906 à Setúbal et mort le 10 juillet 1992) est un photographe photojournaliste portugais.

## Biographie
Ribeiro fut initié à la photographie par le propriétaire d'un studio de photographie à Setúbal, Alberto Sartoris, et exposa dans ce studio ses premières photos en 1922. 
Se mettant à voyager, il effectua de nombreux clichés de villes, de sa vie, de monuments, d'événements sociaux, politiques et sportifs. 
Il eut un studio à Setúbal, puis à Sesimbra.